# 比亚克拉拉省
比亚克拉拉省（西班牙語：La Provincia de Villa Clara），古巴中部的一个省。比亚克拉拉省面积8,412.41平方公里，人口817,070 (2004)，人口密度97.1人/平方公里。该省首府圣克拉拉。该省的大学有拉斯维亚斯中央大学等。
1. 1 2   (PDF). Una MIRADA a Cuba. Oficina Nacional de Estadísticas. Cuba. 2010  [2025-01-27]. （原始内容存档 (PDF)于2016-07-05） （西班牙语）.
2. ↑  . hdi.globaldatalab.org.   [2018-09-13]. （原始内容存档于2018-09-23） （英语）.